# Hymenoplia rugosa
Hymenoplia rugosa är en skalbaggsart som beskrevs av Baguena 1956. Hymenoplia rugosa ingår i släktet Hymenoplia och familjen Melolonthidae. Inga underarter finns listade i Catalogue of Life.